# Борячка
Борячка — упразднённое село в Магдагачинском районе Амурской области России. Исключено из учётных данных в 1974 году.

## География
Урочище находится в центральной части Амурской области, у бывшего одноимённого остановочного пункта на линии Сковородино — Свободный, на расстоянии примерно 10 километров (по прямой) к юго-востоку от посёлка Сиваки.

## История
По всей видимости возникло как населённый пункт при одноимённой железнодорожной станции Транссиба.
Решением Амурского исполкома от 7 июня 1974 года № 253, село Борячка исключено из учётных данных как несуществующее.